# Jean-Raymond Cavailhes
Jean-Raymond Cavailhes est un homme politique français né le 26 juillet 1742 à Saint-Pierre-de-Trivisy (Tarn) et décédé à une date inconnue.
Avocat, il est élu suppléant pour la sénéchaussée de Castres aux états généraux de 1789 et est admis à siéger le 3 avril 1790. Il siège avec la majorité.

## Sources
- « Jean-Raymond Cavailhes », dans Adolphe Robert et Gaston Cougny, Dictionnaire des parlementaires français, Edgar Bourloton, 1889-1891 [détail de l’édition]

- Ressource relative à la vie publique :   - Base Sycomore
- Ressource relative à la recherche :   - Persée
- Notices d'autorité :   - VIAF
  - BnF (données)
  - IdRef